# Serra de Vilagaià
La Serra de Vilagaià és una serra situada al municipi de Gaià, a la comarca catalana del Bages, amb una elevació màxima de 491 metres.